# بوب إيفانز (مدرب كرة سلة)
بوب إيفانز (بالإنجليزية: Bob Evans)‏ هو مدرب كرة سلة أمريكي، ولد في 16 نوفمبر 1889 في أوكسفورد في الولايات المتحدة، وتوفي في 29 أغسطس 1964 في مقاطعة سان ماتيو في الولايات المتحدة.

## وصلات خارجية
- بوب إيفانز على موقع كلية كرة السلة في سبورتس رفرنس.كوم (الإنجليزية)